# NGC 5511
NGC 5511 é uma galáxia espiral (S?) localizada na direcção da constelação de Boötes. Possui uma declinação de +08° 37' 56" e uma ascensão recta de 14 horas, 13 minutos e 05,4 segundos.